# Zoltán Lesi
Zoltán Lesi (ur. Gyula, 13 października 1982) – węgierski poeta, tłumacz, programista.

## Wykształcenie
W 2001 zdał maturę w szkole zawodowej o profilu gospodarczym i handlowym w Békéscsaba. W 2006 ukończył studia na wydziale informatycznym (programowanie) Uniwersytetu w Segedynie. Jak pracę dyplomową przedstawił program analizujący wiersze, któremu przy pomocy wyników badań językoznawcy Ivána Fónagya oraz uczącego się algorytmu udało się przeanalizować sonety Sándora Weöresa.

## Kariera literacka
Od 2006 roku regulanie publikuje w czasopismach literackich. Jego wiersze ukazały się między innymi w pismach: „Alföld”, „Bárka”, „Élet és Irodalom”, „Hévíz”, „Holmi”, „Jelenkor”, „Műút”, „Népszabadság”, „Parnasszus”, „Tiszatáj” i „Új Forrás”. Jest członkiem takich organizacji, jak Fiatal Írok Szövetsége (Stowarzyszenie Młodych Pisarzy, FISZ), József Attila Kör (Krąg Attili Józsefa, JAK) i Szépírok Társasága (Towarzystwo Literatów).
Pierwszy tom wierszy pt. Daphnis ketskéi został wydany w 2009 nakładem Fiatal Írok Szövetsége. W „Tiszatáj” Árpád Kollár napisał na temat tomiku: Zoltán Lesi jest poetą odważnym – główną osią jego pierwszego tomu jest przekształcanie imitacji. Nie kopiuje, nie naśladuje, świadomie prowadzi  powściągliwą i otwartą na błędy grę, w której imituje poezję rokoko.
W 2014 wydał drugi tom wierszy, Merül, w ramach JAK-füzetek (Zeszyty JAK) i przy wsparciu portalu kulturalnego Prae.hu. Ákos Herczeg w czasopiśmie „Műút” napisał o tomie: „Najnowsza książka Lesiego wyraźnie koncentruje się na ledwo zauważalnym, wkradającym się w życie rodzinne uczuciu unheimlich, a raczej na konsekwencjach dostrzeżenia go – ukazuje, co rozgrywa się w zmuszonym do zmierzenia się z własnymi winami rodzicu oraz w dziecku, które stopniowo musi rozbić w sobie obietnicę bezpiecznego domu”.
Od 2013 zajmuje się organizacją programu literackiej wymiany międzynarodowej Bécs–Budapest Tranzit, podczas której w Budapeszcie promuje się austriackich pisarzy, a w Wiedniu węgierskich. Od 2014 jest redaktorem wydawanej przez Fiatal Írók Szövetsége i Jelenkor Kiadó serii literatury światowej pt. Horizontok (Horyzonty). Przełożył na węgierski  wiersze i prozę takich autorów, jak Ali Abdollahi, Andreas Altmann, Gerhild Steinbuch, Michael Donhauser, Monika Rinck i Simon Armitage. W 2016 roku został laureatem Nagrody im. Zsigmonda Móricza. Jego wiersze przetłumaczono na angielski, niemiecki i serbski.

## Utwory

### Tomy poezji
- Daphnis ketskéi, Fiatal Írók Szövetsége, 2009 (wiersze).
- Merül, József Attila Kör, 2014 (wiersze).
- Karton és Matild – A zombimentők, ilustr. Mátyás Lanczinger, Móra kiadó, 2017 (literatura dziecięca).

### Antologie
- Használati utasítás, Palatinus, 2008.
- Szép versek 2015, Magvető, 2015.
- Szép versek 2016, Magvető 2016.
- Szép versek 2017, Magvető 2017.

### Redakcje
- Seamus Heaney, Élőlánc, FISZ–Jelenkor Kiadó, 2016 [Horizontok] (tyt. oryg. Human Chain).
- Norman Manea, Kötelező boldogság, FISZ–Jelenkor Kiadó, 2016 [Horizontok] (tyt. oryg. Fericirea obligatorie).
- Anna Kim, Jéggé fagyott idő, FISZ–Jelenkor Kiadó, 2016 [Horizontok] (tyt. oryg. Die gefrorene Zeit).
- Radoslav Petković, A halál tökéletes emlékezete, FISZ–Jelenkor Kiadó, 2016 [Horizontok].

## Nagrody
- 2017 – nagroda Solidude
- 2016 – Nagroda im. Zsigmonda Móricza